# Gable Steveson
Gable Dan Steveson (Portage, 31 maggio 2000) è un lottatore, giocatore di football americano ed ex wrestler statunitense.
Ai giochi olimpici del 2020 ha vinto la medaglia d'oro di lotta libera, nella categoria dei 125 kg.

## Carriera

### Lotta libera
Poco prima dei giochi olimpici del 2020, Gable Steveson ha stipulato un accordo con il manager Dave Martin; dopo aver vinto la medaglia d'oro nella suddetta manifestazione, ha acquisito molta popolarità sui social media e ha stuzzicato i suoi fan sull'opportunità di continuare la carriera nella lotta libera o di spostarsi nel mondo delle arti marziali miste o del wrestling professionistico.

### Wrestling
Il 9 settembre 2021 è stato annunciato che Steveson aveva firmato un contratto con la World Wrestling Entertainment. Il 4 ottobre 2021 è stato assegnato al roster di Raw per effetto della draft-lottery, mentre il 14 dicembre è apparso per la prima volta in uno show televisivo. Il 2 aprile 2022, a WrestleMania 38, è stato presentato al grande pubblico da Stephanie McMahon, vicepresidente della federazione.
Il 30 luglio 2023, a Great American Bash, ha combattuto il suo primo match ufficiale, pareggiando con Baron Corbin dopo un doppio count-out.

## Palmarès
| Anno | Manifestazione          | Sede      | Risultato |
| ---- | ----------------------- | --------- | --------- |
| 2020 | Giochi olimpici         | Giappone  | Oro       |
| 2021 | Campionati panamericani | Guatemala | Oro       |

## Titoli e riconoscimenti
- Big Ten Conference
  - 1° posto nella categoria dei 130 kg (2020, 2021, 2022)
- National Collegiate Athletic Association
  - 1° posto nella categoria dei 130 kg (2021, 2022)